# Pýrgi (Dráma)
Pýrgi, en grec moderne : Πύργοι, est un village du dème de Prosotsáni, district régional de Dráma, en Macédoine-Orientale-et-Thrace, Grèce.
Selon le recensement de 2021, la population du village compte 151 habitants.